# Bulbophyllum hamelinii
Bulbophyllum hamelinii là một loài phong lan thuộc chi Bulbophyllum.